# The Best Of (Al Bano)
The Best Of è una raccolta del cantante Al Bano pubblicata in Italia nel 2011 in occasione della sua partecipazione al Festival di Sanremo 2011.
Non contiene la canzone inedita presentata al festival, Amanda è libera, inclusa nell'album con lo stesso titolo pubblicato separatamente nello stesso periodo, ma una serie di vecchi successi tratti dagli album precedenti e una nuova versione della classica Va pensiero cantata a Sanremo in occasione della serata delle cover intitolata Nata per unire - 150º anniversario dell'Unità d'Italia, vincendo anche il premio con lo stesso titolo.

## Tracce
1. Nel sole (Albano Carrisi, Giuseppe Massara, Vito Pallavicini)
2. We'll Live It All Again (Albano Carrisi, Romina Power)
3. Felicità (Cristiano Minellono, Gino De Stefani, Dario Farina)
4. Ci sarà (Cristiano Minellono, Dario Farina)
5. Nostalgia canaglia (Albano Carrisi, Mercurio, Romina Power, Vito Pallavicini, Willy Molco)
6. Sei la mia luce (Albano Carrisi, Alterisio Paoletti, Fulcheri, Vincenzo Sparviero)
7. Libertà (Springbock, L.B.Horn, Willy Molco, Romina Power, Vito Pallavicini)
8. Nuestra primera noche (Albano Carrisi, Romina Power)
9. È la mia vita (Maurizio Fabrizio, Pino Marino)
10. Tu per sempre (Fabrizio Berlincioni, Albano Carrisi, Alterisio Paoletti)
11. Mattino (Ruggero Leoncavallo, Vito Pallavicini)
12. Va pensiero (Giuseppe Verdi, Temistocle Solera)

## Classifiche
| Classifica | Posizione |
| ---------- | --------- |
| Austria    | 66        |